# Dichocrocis pyrrhalis
Dichocrocis pyrrhalis là một loài bướm đêm trong họ Crambidae.